# Nordligt videfly
Nordligt videfly, Hillia iris är en fjärilsart som beskrevs av Johan Wilhelm Zetterstedt 1839. Nordligt videfly ingår i släktet Hillia och familjen nattflyn, Noctuidae. Arten är reproducerande i både Sverige och Finland. Enligt den finländska rödlistan är arten Sårbar, VU i Finland, medan den i Sverige är bedömd som livskraftig, LC. Artens livsmiljö är strandängar vid sötvatten. Inga underarter finns listade i Catalogue of Life.